# Algo pequeñito

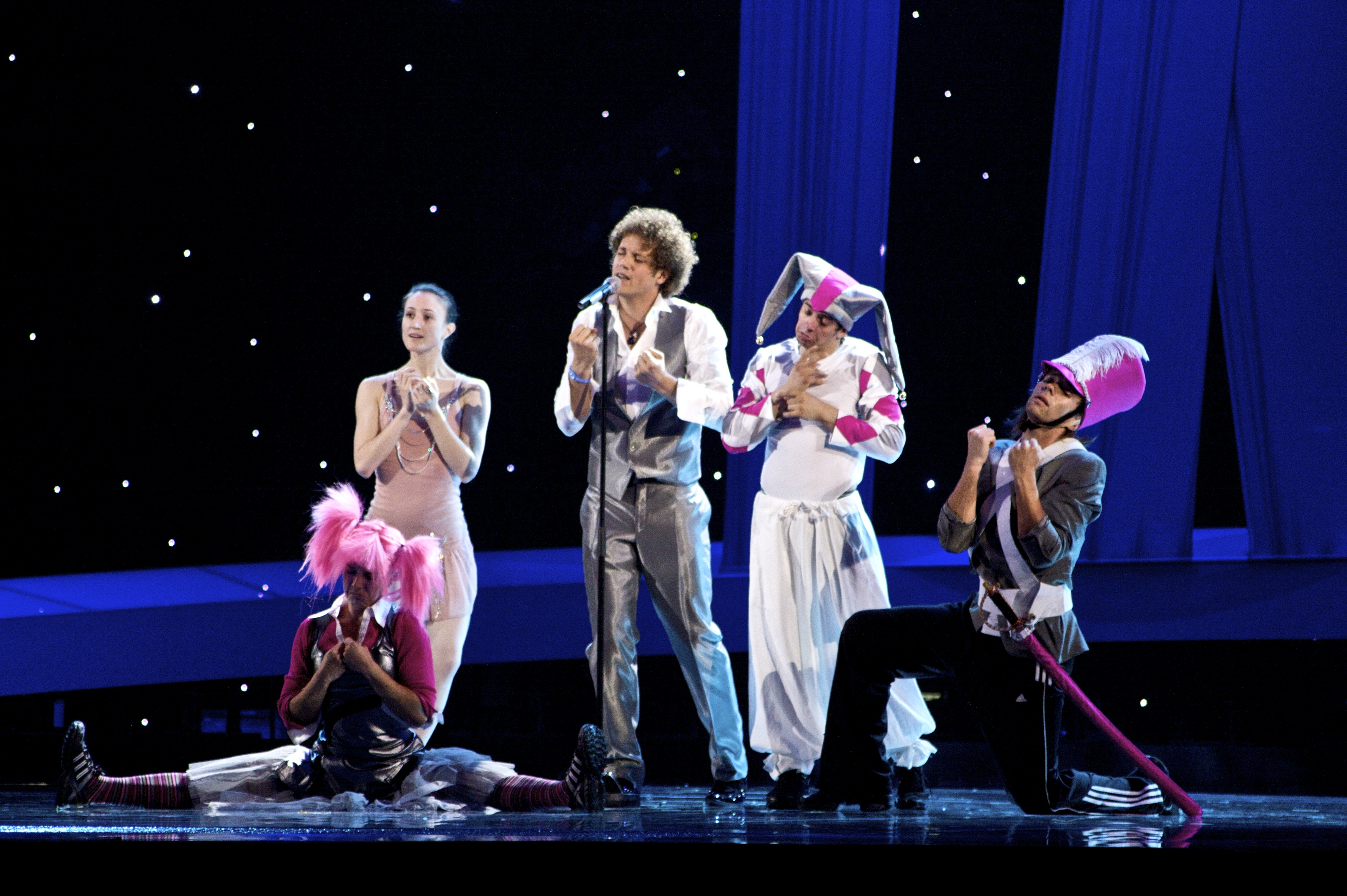
Interpretación de Daniel Diges en el Festival de la Canción de Eurovisión 2010.

«Algo pequeñito» es la canción con la cual el cantante español Daniel Diges representó a España en el Festival de la Canción de Eurovisión 2010 tras ser elegida el 22 de febrero de 2010 por el voto unánime del jurado y del público. Escrita por Alberto Collado y producida y arreglada por Alejandro de Pinedo, es un vals con una letra que habla sobre la importancia de los pequeños detalles en las relaciones de pareja.

## Antecedentes
"Algo pequeñito" es la segunda canción que ha realizado Jesús Cañadilla como compositor, siendo este un seguidor de Eurovisión desde su infancia. Anteriormente, había presentado a la preselección española de 2009 la canción "Sumando puntos", interpretándola él mismo bajo el nombre artístico de '"Bayarte".
Una vez compuesta "Algo pequeñito", Cañadilla se puso en contacto con varios cantantes sin tener suerte, hasta que dio con Daniel Diges a través de un amigo. Daniel, en ese entonces, se encontraba de gira por Tenerife con el musical Mamma Mia!. El 5 de enero de 2010, una semana antes de cerrarse el plazo para la presentación de canciones a la preselección nacional, Daniel Diges voló a Madrid para grabar la canción.

## Eurovisión
Daniel Diges terminó quinto en la preselección de artistas a través del sitio web de RTVE, y en principio no partía como favorito para la victoria. Sin embargo, "Algo pequeñito" fue la primera elección del jurado y el público en la gala final, al obtener 118 puntos.
España actuó en segundo lugar en la final, pero pudo repetir al final de todas las actuaciones después de que un espontáneo Jimmy Jump se colara en el escenario de Oslo durante la primera puesta en escena, sin alterar la interpretación vocal del artista. Por ello, Diges actuó en dos ocasiones. "Algo pequeñito" terminó en decimoquinta posición de 25 países con 68 puntos, siendo votado por 14 países. Las puntuaciones más altas fueron las de Portugal (12 puntos) y Lituania (8 puntos), mientras que la mayoría de puntuaciones procedieron de Europa del Este. En votos por separado, el tema contó con una mejor valoración del televoto (decimosegundo con 106 puntos) que del jurado (vigésimo puesto, con 43).

## Listas

### Semanales
| País   | Lista                         | Primera semana      | Posición de ingreso | Mejor posición | Semanas en la mejor posición | Semanas en la lista | Última semana       | Ref.  |
| ------ | ----------------------------- | ------------------- | ------------------- | -------------- | ---------------------------- | ------------------- | ------------------- | ----- |
| España | Top 50 Canciones (Promusicae) | 18 de abril de 2010 | 34                  | 5              | 1                            | 15                  | 25 de julio de 2010 | [ 5 ] |

## Premios
- XV Premios de la Música - Finalistas a Mejor Autor Revelación (Alberto Jodar Collado; Daniel Diges García; Jesús Cañadilla Gómez; Luis Miguel de la Varga Velasco) por el tema "Algo pequeñito"[6]

## Versiones
En 2011, el tema fue versionado en francés por Anne-Marie David, ganadora del Festival de la Canción de Eurovisión 1973.
También se cantó en el programa azerbaiyano 'Mili Seçim Turu' 2012, que es la preselección de Azerbaiyán para el Festival de la canción de Eurovision 2012